# Първа българска армия
Първа българска армия е българска военна част, формирана за участие във втората фаза от участието на България във войната срещу Третия райх.

## Предистория
През втората половина на ноември 1944 г. правителството на Отечествения фронт започва преговори със Съветския съюз във връзка с по-нататъшното участие на България във войната. На 17 ноември командващият на Трети украински фронт маршал Толбухин уведомява България от името на съветското правителство, че в резултат на преговорите и в изпълнение на Споразумението за примирие с България, тя трябва да продължи войната. На 18 и 19 ноември този въпрос е обсъден на съвещание в което участват маршал Толбухин и представители на Главното командване на БНА, като са взети решения относно сформирането, комплектуването и съсредоточаване западно от Белград на едно българско обединение и е издадено постановление на Министерския съвет. В постановлението се уточнява създаваната „отделна българска армия“ да се състои от 5 дивизии, като се уреждат и въпросите с управлението, издръжката и съсредоточаването ѝ.

## Формиране
Първа българска армия е формирана съгласно Разпореждане №1692 от 21 ноември 1944 година на Главното командване и Постановление на министерския съвет №2 от 26 ноември 1944 в изпълнение на Споразумението за примирие от 28 октомври 1944 година. Решението на правителството на Отечествения фронт е обявено на 24 ноември 1944 г. в „Прокламация към българския народ“.
Армията е в подчинение на командващия Трети украински фронт маршал Фьодор Толбухин и взема участие във втората фаза на заключителния етап на Втората световна война (1941 – 1945).
От декември 1944 година първа армия наброява 99 662 души. Тя е част от напредването на север към Австрия при логистичната подкрепа и командване на червената армия. Първа армия заедно с останалите български сили, напредва в Унгария и Австрия през пролетта на 1945 година, въпреки тежките загуби и лоши условия през зимата. Поради липсата на оборудването на армията на 14 март 1945 година руснаците се съгласяват да доставят 344 самолета, 65 танка T-34, 410 оръдия, 115 противовъздушни оръдия, 370 минохвъргачки, 370 транспортни средства и около 30 000 бройки оръжия, всичко безплатно.
Участва във Виенската операция, Дравската операция, Мурската операция и Балатонската операция.
През 1944 – 1945 година първа армия е командвана от генерал-лейтенант Владимир Стойчев, за помощник-командир е назначен бившият партизанин, произведен след 9 септември в генерал-майор, Щерьо Атанасов.
Първа българска армия се демобилизира в периода (23 юни – 9 юли 1945), а окончателно е разформирована в края на 1945 година.

## Награди
През януари 1945 г. с 1-во Постановление на Министерския съвет съгласно точка 4 от него се учредява знакът „Първа българска армия. Към Берлин“ с който се награждават всички без изключение войници, подофицери и офицери от Първа българска армия. Видът на знака е разработен в Щаба на Войската и един от съавторите е началник-щаба на войската генерал майор Иван Кинов. Знакът представлява щит оцветен с цветовете на българското национално знаме – бяло, зелено и червено и в горната част има червена петолъчка символизираща социалистическата власт на Отечествения фронт, а на белия и зеления цвят на знакът има надпис „I Б.А Към Берлин“. Знакът е връчен на всички войници, подофицери и офицери от Първа българска армия през април 1945 в разгара на провеждащата се Мурска операция и след проведената през март 1945 г. Дравска операция на Първа българска армия против германските войски от група армии „Е“. Знакът е уникален в историята на българската наградна система поради факта че никога преди и след това не е създаван военен знак или друга награда в чест на дадена армия или друга войскова част и за разлика от всички военни знаци и ордени и медали които имат игла за закачване военният знак на Първа българска армия няма игла и се пришива с конец посредством три дупки в горната и долната част на знака. Съгласно предписанието на Щаба на войската знакът се носи всекидневно на униформата, а след демобилизацията на Първа българска армия юли 1945 г. се носи от действащите и уволнените военнослужещи и запасните по време на военен парад или празнично събитие и по старшинство се поставя след ордените на наградения. Някои военнослужещи от Първа българска армия за проявена войнска доблест са награждавани на фронта с орден „За храброст“. Всички военнослужещи от Първа българска армия и като такива участвали във втората фаза на войната с Третия Райх са награждавани и с медали за участието след войната, както и участниците в първата фаза на войната: медал „Отечествена война“ 1947 г., медал „30 години от Победата над фашистка Германия“ 1975 г., „40 години от победата над Хитлерофашизма“ 1985 г., „50 години от края на Втората световна война“ 1995 г., „60 години от Победата във Втората световна война“ 2005 г., „65 години от Победата над фашизма“ 2010 г. и „70 години от Победата над фашизма“ 2015 г.

## Памет
На Първа българска армия е наречена улица в кварталите „Военна рампа“, „Орландовци“ и „Хаджи Димитър“ в София (Карта).